# Stibitz-Code
| Dezimal- ziffer | Stibitz- codiert | BCD- codiert | Binär- codiert |
| --------------- | ---------------- | ------------ | -------------- |
| 0               | 0 0 1 1          | 0 0 0 0      | 0 0 0 0        |
| 1               | 0 1 0 0          | 0 0 0 1      | 0 0 0 1        |
| 2               | 0 1 0 1          | 0 0 1 0      | 0 0 1 0        |
| 3               | 0 1 1 0          | 0 0 1 1      | 0 0 1 1        |
| 4               | 0 1 1 1          | 0 1 0 0      | 0 1 0 0        |
| 5               | 1 0 0 0          | 0 1 0 1      | 0 1 0 1        |
| 6               | 1 0 0 1          | 0 1 1 0      | 0 1 1 0        |
| 7               | 1 0 1 0          | 0 1 1 1      | 0 1 1 1        |
| 8               | 1 0 1 1          | 1 0 0 0      | 1 0 0 0        |
| 9               | 1 1 0 0          | 1 0 0 1      | 1 0 0 1        |

Der Stibitz-Code oder auch Exzess-3- bzw. Überschuss-3-Code ist ein nach George Stibitz benannter komplementärer BCD-Code. Den Dezimalziffern von 0 bis 9 wird nach folgender Tabelle jeweils eine Tetrade aus 4 Bit zugeordnet. Man erhält diesen Code, indem man zu jeder Tetrade des BCD-Codes 00112 (=310) addiert.

## Eigenschaften
Vorteil des Stibitz-Codes ist, dass sich das Neunerkomplement – die Verallgemeinerung des Einerkomplements der Binärzahlen – einer ziffernweise codierten Dezimalzahl sehr leicht herstellen lässt: Es müssen nur alle Nullen durch Einsen und alle Einsen durch Nullen ersetzt werden, das heißt also, es genügt, das bitweise logische Komplement zu berechnen. Dadurch wird das Rechnen mit negativen Zahlen erleichtert.
Die Tetraden 0000, 0001, 0010, 1101, 1110 und 1111 kommen nicht vor.
Man nennt diese Pseudo-Tetraden.
|  |